# جام بین‌المللی قهرمانان زنان ۲۰۱۸
جام بین‌المللی قهرمانان زنان ۲۰۱۸ اولین دوره از مسابقات دوستانه فوتبال زنان است که در کشور ایالات متحده آمریکا برگزار می‌شود. این مسابقات از ۲۷ ژوئیه تا ۲۹ ژوئیه ۲۰۱۸ ادامه دارد.
این اولین است که مسابقات جام بین‌المللی قهرمانان در بین زنان هم برگزار می‌شود. نزدیک به ۱۲ باشگاه ابراز علاقه به حضور در این مسابقه کردند اما فقط ۴ تیم برگزیده شدند تا در مسابقات حضور پیدا کنند.

## تیم‌ها
| کشور                | تیم                  |
| ------------------- | -------------------- |
| انگلستان            | منچستر سیتی          |
| فرانسه              | لیون                 |
| فرانسه              | پاری سن ژرمن         |
| ایالات متحده آمریکا | نورث کارولاینا کوریج |

## ورزشگاه
| میامی گاردنز     | میامی گاردنز · |
| ---------------- | -------------- |
| ورزشگاه هارد راک | میامی گاردنز · |
| گنجایش: ۶۴٬۷۶۷   | میامی گاردنز · |
|                  | میامی گاردنز · |

## نمودار
|  | نیمه‌نهایی                   | نیمه‌نهایی |                             |   | فینال | فینال |
|  |                             |           |                             |   |       |       |
|  | ۲۶ ژوئیه – ورزشگاه هارد راک |           |                             |   |       |       |
|  |                             |           |                             |   |       |       |
|  | نورث کارولاینا کوریج        | ۲         |                             |   |       |       |
|  | نورث کارولاینا کوریج        | ۲         | ۲۹ ژوئیه – ورزشگاه هارد راک |   |       |       |
|  | پاری سن ژرمن                | ۱         |                             |   |       |       |
|  | پاری سن ژرمن                | ۱         | نورث کارولاینا کوریج        | ۱ |       |       |
|  | ۲۶ ژوئیه – ورزشگاه هارد راک |           | نورث کارولاینا کوریج        | ۱ |       |       |
|  |                             | لیون      | ۰                           |   |       |       |
|  | لیون                        | لیون      | ۰                           | ۳ |       |       |
|  | لیون                        |           |                             | ۳ |       |       |
|  | منچستر سیتی                 | ۰         |                             |   |       |       |
|  | منچستر سیتی                 | ۰         | رده‌بندی                     |   |       |       |
|  |                             |           |                             |   |       |       |
|  | ۲۹ ژوئیه – ورزشگاه هارد راک |           |                             |   |       |       |
|  |                             |           |                             |   |       |       |
|  | پاری سن ژرمن                | ۱         |                             |   |       |       |
|  | پاری سن ژرمن                | ۱         |                             |   |       |       |
|  | منچستر سیتی                 | ۲         |                             |   |       |       |

## بازی‌ها

### نیمه‌نهایی
| نورث كارولاينا كوريج      | ۲–۱   | پاری سن ژرمن        |
| ------------------------- | ----- | ------------------- |
| مک‌دونالد ۱۹' · جنکینز ۸۴' | گزارش | کرتز ۴۰' (گل‌به‌خودی) |

| لیون                         | ۳–۰   | منچستر سیتی |
| ---------------------------- | ----- | ----------- |
| لو سومر ۴'، ۱۴' · هگربرگ ۱۷' | گزارش |             |

### رده‌بندی
| پاری سن ژرمن | ۱–۲   | منچستر سیتی            |
| ------------ | ----- | ---------------------- |
| پکل ۱'       | گزارش | اسکات ۴۱' · یانس ۴۵+۴' |

### فینال
| نورث کارولاینا کوریج | ۱–۰   | لیون |
| -------------------- | ----- | ---- |
| اورایلی ۱۰'          | گزارش |      |